# Andrzej Piwnicki
Andrzej Piwnicki herbu Lubicz odmienny – ławnik chełmiński w latach 1660-1670.
Poseł sejmiku generalnego pruskiego na sejm 1661 roku, sejm 16641665 roku, sejm 1665 roku, oba sejmy 1666 roku, sejm 1667 roku. Poseł na sejm nadzwyczajny 1670 roku z województwa chełmińskiego.